# 和平軍
和平军（羅馬化：Shanti Bahini），是1972年—1997年吉大港山區衝突期间孟加拉国吉大港山區聯合人民黨的武装力量，旨在通过武装斗争让吉大港山区的查克瑪人取得自治与自主權。和平军主要由查克玛人组成，被认为是孟加拉国的一个叛乱组织。

## 历史

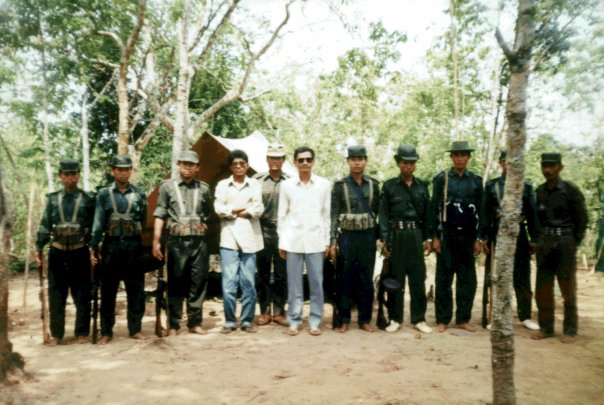
1994年5月5日位于科格拉焦里县的和平军组织成员

1971年，随着孟加拉国的独立，马纳班德拉·纳拉扬·拉尔马于1972年建立起吉大港山區聯合人民黨（简称PCJSS），以寻求建立一个能代表吉大港山区部落人民的政治组织，他在1973年代表PCJSS参选国民议会议员。拉尔马通过政治协商的方式为吉大港山区少数民族争取自治失败后，他回到吉大港山区，率领PCJSS和随之建立的“和平军”武装与政府军作战多年。
1975年，在谢赫·穆吉布·拉赫曼遇刺、执政党人民联盟被军政府取代后，印度开始为和平军提供支持和庇护，部分成员前往印度境内的恰克拉塔接受培训。1977年，和平军开始组织袭击孟加拉的政府军队，并进行绑架与勒索的活动。其后，拉马开始躲避政府安全部队的追捕。1981年6月23日，和平军袭击了孟加拉国步枪队的一个营地，导致13人阵亡，和平军还将抓获的24名步枪队成员处决。然而，随着和平军内派系分裂，拉马在组织内的话事权大大下降，并于1983年11月10日遭到暗杀。
在持续了二十多年的战争后，吉大港山区联合人民党和孟加拉国政府于1997年签订了吉大港山區和平條約，宣布放弃战斗，在科格拉焦里縣的一个体育场交出了武器。和平军依照条约的规定取消了宵禁，并接受了5万名返回的难民。

## 战争罪行
1980年代，由于和平军强迫当地的孟加拉人放弃原来的居所并让当地部落居民取而代之，孟加拉政府为这些流离失所的难民提供了安置的土地。据称，和平军于1984年5月31日在蘭加馬蒂縣发动了一场造成400人死亡的屠杀。1986年4月29日，和平军杀死了19个孟加拉人，1989年6月26日，和平军烧毁了一些在孟加拉大选中有村民参与投票的村庄。1996年，和平军绑架并杀害了13名孟加拉人，同年9月9日，和平军以开会的名义召集并杀害了一批伐木工人。和平军还以各种收费的名义从当地居民处攫取了400万美元的财产。

## 后续
条约签订后，和平军的部分成员转业为警察。然而，仍有一批反对和平条约的前和平军成员组成了一个名为“人民民主阵线”的组织，并声称是PCJSS的后继者。而孟加拉政府方面，这一条约非但受到了孟加拉國民族主義黨的批评，条约的内容也未能完全落实。
2014年8月，印度边境安全部队在米佐拉姆邦逮捕了一些携带武器的和平军成员，其中2人是孟加拉国的查克玛人，3人是印度国籍的查克玛人。